# Chérie, je ne suis pas dans mon assiette

Chérie, je ne suis pas dans mon assiette (en persan : عزيزم، من كوك نيستم) est un film iranien de Mohammad Reza Honarmand sorti en 2001. 

## Synopsis
Hamid Afshari, le secrétaire au palais de justice (Parviz Parastui), est à court d’argent pour acheter un ordinateur à son fils. Désespéré, il planifie d'enlever Farzan, le fils de Monsieur Zare, un riche parti qui avait un procès au tribunal. Pour cela, il prend pour complice Asghar, un gangster déjà condamné. Asghar enferme Farzan dans une villa en banlieue. Pour attraper les ravisseurs, Monsieur Zare feint un état d’urgence et se fait hospitalier. Hamid Afshari se précipite à l’hôpital pour s’informer de son état de santé. Roya, l’infirmière qui l'en informe (Fatemeh Motamed-Arya), semble très accueillante et serviable. La trouvant à son goût, Hamid se sent très rapidement épris d’elle.
Plus tard, il apprend que la fameuse infirmière n’est, en fait, qu'une policière membre d’un groupe de recherche pour découvrir l’endroit où les ravisseurs ont enfermé Farzan. Les commandos de police, trouvant l’endroit grâce à Roya, entourent le périmètre alors que l’infirmière apporte les deux mallettes d’argent de rançon à Hamid Afshari et elle sort avec Farzan laissant le chemin libre aux commandos. La police entre dans la villa, et ne trouve personne : Hamid a disparu. 

## Fiche Technique
- Titre original : Azizam Man Kook Nistam
- Titre en Français : Chérie, je ne suis pas dans mon assiette
- Réalisateur : Mohammad Reza Honarmand
- Année de sorti : 2001
- Durée : 95 min.
- Pays : Iran

## Distribution
- Parviz Parastui : Hamid Afshari
- Fatemeh Motamed-Arya : Roya policière/infirmière
- Mohammad Kasebi : Asghar, gangster
- Mohammad Fathi : Monsieur Zare
- Mehran Rajabi
- Mani Nouri
- Hossein Shirzad
- Jamshid Shah-Mohammadi